# Lewis Fry Richardson
Lewis Fry Richardson (ur. 11 października 1881 w Newcastle upon Tyne, zm. 30 września 1953 w Kilmun) – brytyjski fizyk i psycholog, twórca matematycznych narzędzi do precyzyjnego prognozowania pogody.

## Życiorys
Urodzony 11 października 1881 r. w Newcastle upon Tyne, najmłodsze z siedmiorga dzieci Davida i Catherine (z d. Fry) Richardsonów. Jego ojciec był garbarzem, który to zawód wykonywali jego przodkowie przez 300 lat. W 1898 r. ukończył Bootham School w Yorku i przez dwa lata studiował na Durham College of Science. Od 1900 r. studiował na King’s College w Cambridge, ale po dwóch latach zrezygnował. Dwadzieścia lat później został eksternistycznie studentem psychologii University College w Londynie. Studia ukończył w 1929 r., a w 1932 r. uzyskał w tej dziedzinie doktorat.
Od 1903 do 1913 r., z roczną przerwą w latach 1906–1907, pracował w uczelnianych laboratoriach, a następnie do 1916 r. był zatrudniony w biurze meteorologicznym. Powołany do wojska, do 1919 r. służył w kolumnie sanitarnej 16. Dywizji Piechoty, po czym na rok wrócił do pracy w biurze meteorologicznym. Dyrektor instytutu fizyki na Westminster Training College w Londynie od 1920 do 1929 r., a następnie dyrektor Paisley College of Technology do 1940 roku. W następnych latach przebywał na emeryturze.
Efekty jego prac w zakresie prognozowania pogody nie znalazły początkowo praktycznego zastosowania, gdyż opracowanie prognozy na nadchodzące 24 godziny zajmowało trzy miesiące, jednak wraz z rozwojem komputerów metody Richardsona weszły do powszechnego użycia. Wartość stosowana do opisu gradientu temperatury i prędkości wiatru nazwana została liczbą Richardsona.
Zdeklarowany pacyfista, usiłował stosować narzędzia matematyczne do określania przyczyn wojen. Miał wkład w rozwój teorii rachunku różniczkowego i całkowego oraz badanie dyfuzji. W 1951 r. sformułował tzw. paradoks linii brzegowej, zgodnie z którym zmierzona długość linii brzegowej rośnie w miarę stosowania coraz dokładniejszych jej pomiarów.
Zmarł 30 września 1953 r. w Kilmun.
Od 1909 r. żonaty z Dorothy Garnettm, córką Williama Garnetta i siostrą Jamesa Clerka Maxwella Garnetta. Para nie miała potomstwa, wychowywali troje adoptowanych dzieci. Jego bratankiem był aktor sir Ralph Richardson.